# Computer emergency response team
Pour les articles homonymes, voir Cert.
Vous pouvez aider à l'améliorer ou bien discuter des problèmes sur sa page de discussion.
- Il ne s’appuie pas, ou pas assez, sur des sources secondaires ou tertiaires. (Marqué depuis juin 2016)
- Il contient une ou plusieurs listes. Le texte gagnerait à être rédigé sous la forme d’un ou plusieurs paragraphes synthétiques, afin d’être plus agréable à lire. (Marqué depuis février 2017)

- Archive Wikiwix
- Bing
- Cairn
- DuckDuckGo
- E. Universalis
- Gallica
- Google
- G. Books
- G. News
- G. Scholar
- Persée
- Qwant
- (zh) Baidu
- (ru) Yandex
- (wd) trouver des œuvres sur Wikidata

Un computer emergency response team (CERT) ou  computer security incident response team (CSIRT) est un centre d'alerte et de réaction aux attaques informatiques, destiné aux entreprises ou aux administrations, mais dont les informations sont généralement accessibles à tous.
L'appellation CSIRT est privilégiée en Europe, CERT étant une marque déposée aux États-Unis par l'université Carnegie-Mellon,.

## Histoire
Le 2 novembre 1988 le ver Morris se propage sur Internet à partir du Massachusetts Institute of Technology (MIT) à la suite d'une erreur de Robert Tappan Morris alors étudiant à l'université Cornell. Infectant environ 10 % des 60 000 machines reliées à Internet, son impact économique fut évalué entre dix et cent millions de dollars par un bureau du Congrès américain, le Government Accountability Office.
En réaction, le DARPA (Defence Advanced Research Projects Agency) crée le premier CSIRT, le CERT/CC, à l'université Carnegie-Mellon, Pittsburgh, Pennsylvanie.
En 1992, SURFnet, fournisseur d'accès à Internet (FAI) des universités néerlandaises, inaugure le premier CSIRT européen, le SURFnet-CERT.

## Rôles
Les tâches prioritaires d'un CERT sont :
- centralisation des demandes d'assistance à la suite des incidents de sécurité (attaques) sur les réseaux et les systèmes d'informations : réception des demandes, analyse des symptômes et éventuelle corrélation des incidents ;
- traitement des alertes et réaction aux attaques informatiques : analyse technique, échange d'informations avec d'autres CERT, contribution à des études techniques spécifiques ;
- établissement et maintenance d'une base de données des vulnérabilités ;
- prévention par diffusion d'informations sur les précautions à prendre pour minimiser les risques d'incident ou au pire leurs conséquences ;
- coordination éventuelle avec les autres entités (hors du domaine d'action) : centres de compétence réseaux, opérateurs et fournisseurs d'accès à Internet CERT nationaux et internationaux.

## CERT

### Europe
- CERT-EU : CERT des institutions et agences de l'Union européenne[6]

### France
CERT gouvernementaux ou publics :
- CERT-FR (anciennement CERTA appartenant à l'ANSSI / SGDSN) est le CERT affecté au secteur de l'administration française[7] ;
- CERT Santé est le CERT du secteur de la santé en France, il est opéré par l'ANS ;
- CERT-PJ : CERT de la Police Judiciaire ;
- CERT-RENATER : CERT de la communauté des membres du GIP RENATER (Réseau National de télécommunications pour la Technologie, l'Enseignement et la Recherche);
- CSIRT-BFC est le centre régional de cybersécurité de la région Bourgogne-Franche-Comté, à destination des entreprises, établissements publics et associations.

Liste des équipes membres du FIRST, de la TF-CSIRT ou certifiées CERT :
- Ai CERT : CERT privé interne du Groupe Airbus[10] ;
- AlliaCERT : CERT de la société Alliacom ouvert à l'ensemble des entreprises et des institutions[11] ;
- AXA CERT : CERT privé interne du Groupe AXA[12] ;
- CERT-AKAOMA : CSIRT de la société AKAOMA proposant des services de cyber-surveillance et de réponse aux incidents de sécurité à l'ensemble des entreprises et institutions[13] ;
- CERT-AlgoSecure : CSIRT privé de la société AlgoSecure ouvert à l'ensemble des entreprises et des institutions[14] ;
- CERT-AG : CERT du Groupe Crédit Agricole et des filiales ;
- CERT-AMOSSYS : CERT de la société AMOSSYS[10] ;
- CERT-AREVA : CERT privé interne du groupe AREVA ;
- CERT-BDF : CERT de la Banque de France [15] ;
- CERT-BSSI est le CERT d'EVA Group[10] ;
- CSIRT BNP Paribas : CSIRT du Groupe BNP Paribas[16] ;
- CERT-C2S : CERT du groupe Bouygues ;
- CERT-CDCFR : CERT interne au groupe Caisse des dépôts et consignations[17] ;
- CERT Crédit agricole : CERT / CSIRT interne du Groupe Crédit agricole Il est le premier CERT bancaire à être à la fois accrédité TF-CSIRT et membre du FIRST[18] ;
- CERT-C0 est le CERT de l'association Crypt-0n Site officiel association ayant pour but de promouvoir la sécurité informatique ;
- CERT-CS : CERT de la société CS Communication & Systèmes  ;
- CERT CWATCH : CERT du groupe Almond[19] ;
- CERT CYBERPROTECT : CSIRT privé de la société Cyberprotect ouvert à l'ensemble des entreprises et des institutions[20] ;
- CERT-DEVOTEAM (anciennement APOGEE SecWatch) : CSIRT privé du groupe Devoteam[21] ;
- CERT-Groupe-BPCE : CERT du Groupe BPCE[10] ;
- CERT-Intrinsec est un CSIRT privé de la société Intrinsec ouvert aux entreprises et institutions[22] ;
- CERT-IST : CERT affecté au secteur de l'Industrie, des Services et du Tertiaire (IST). Il a été créé à la fin de l'année 1998 par quatre partenaires : Alcatel, le CNES, ELF et France Télécom[23]. Il est opéré par Thales[24] ;
- CERT La Poste : CERT interne du Groupe La Poste[25] ;
- CERT-LEXSI est un CSIRT privé créé en 2003 du groupe LEXSI (Laboratoire d'EXpertise en Sécurité de l'Information), désormais Orange Cyberdefense, ouvert à l'ensemble des entreprises et des institutions[26] ;
- CERT Michelin : CSIRT interne du Groupe Michelin [27] ;
- CERT-Orange-CC est le CERT privé interne du groupe Orange[28] ;
- CERT-OPMD : CERT interne de la société Openminded ;
- CERT-RATP : CERT interne du Groupe RATP;
- CERT-SNCF : CERT privé interne du Groupe SNCF[29] ;
- CERT-Société Generale : CSIRT privé interne du groupe Société générale. Il est historiquement le premier CERT privé français à avoir été accrédité par le FIRST, en février 2010[30] ;
- CERT-Sogeti ESEC : CSIRT de la société Sogeti ouvert à l'ensemble des entreprises et des institutions[31] ;
- CERT-SOPRASTERIA : CERT de la société Sopra Steria ouvert à l'ensemble des entreprises et des institutions[32] ;
- CERT-UBIK : CSIRT de la société Digital Security qui s'intéresse à la sécurité des systèmes d'information et, plus particulièrement, à la sécurité de l'Internet des objets[33] ;
- CERT-W : CSIRT du cabinet Wavestone ouvert à l'ensemble des entreprises et des institutions[34] ;
- CERT-XMCO : CSIRT ouvert aux entreprises qui fournit des services de veille, de cyber-surveillance et de réponses aux incidents de sécurité (forensic)[35] ;
- THA-CERT : CERT interne du Groupe Thales ;
- CERT-CYDN : CERT interne de la société Cyberdian.

### Suisse
- Le Switch-CERT est employé par Switch, fondation responsable du réseau informatique universitaire[36].
- Le GovCERT.ch est l’unité officielle de la Confédération qui dépend de la Centrale d'enregistrement et d'analyse pour la sûreté de l'information MELANI[37].
- L’Armée suisse aussi dispose d’une équipe de réponse militaire, le MilCERT[38].

### Luxembourg
- CIRCL : Computer Incident Response Center Luxembourg[39]
- GOVCERT.LU (Governmental CERT of Luxembourg) : CERT Gouvernemental et CERT National[40]
- Malware.lu CERT : CERT Privé en collaboration avec la société itrust consulting [41]
- RESTENA-CSIRT : CERT du RESTENA, le réseau à grande vitesse de l'éducation et de la recherche du Grand-Duché de Luxembourg[42]

### Belgique
- CERT.be : Le CERT du gouvernement fédéral est géré par le Centre pour la Cybersécurité Belgique (service administratif fédéral, sous l'autorité du Premier ministre). En vertu de l'arrêté royal du 10 octobre 2014[43], celui-ci est chargé de détecter, observer et analyser les problèmes de sécurité en ligne ainsi que d'informer en permanence les utilisateurs à ce sujet (notamment via les sites www.cert.be et www.safeonweb.be)[44]

### Maroc
- maCERT : Le CERT gouvernemental du Maroc[45].